# フローズンナイト〜凍てつく真夏の夜〜
フジテレビにて放送、発売された全4話オムニバス。メディアはテレビドラマとオリジナルビデオの2つがある。DVD化は2021年11月1日現在されていない。

## 概要
1989年8月に放送されたオムニバスホラーテレビドラマ。そのため本作は「奇妙な出来事」のプロトタイプ作品として番組史に位置付けられている。本来はオリジナルビデオとして企画された作品であり、テレビ放送に先駆けて行われたもの。『テレビで見るか⁉︎…」と言った文章が宣伝ポスターにあることからあくまでビデオの販売促進効果を狙って放送した事が考えられる。

## メディア
本作はテレビ放送とビデオ発売の2つメディアがあるがタイトルが異なる。
| タイトル                                     | メディア         | 放映日  | ジャンル                           | 収録時間      |
| -------------------------------------------- | ---------------- | ------- | ---------------------------------- | ------------- |
| フローズンナイト〜凍てつく真夏の夜〜         | テレビドラマ     | 8月12日 | ホラーサスペンス、オムニバスドラマ | 114分(cm含む) |
| フローズンナイト〜世にも不思議なオムニバス〜 | オリジナルビデオ | 8月21日 | ホラーオムニバス                   | 100分         |

## タクシードライバーの恐怖
プロローグにあたる

### キャスト
- 左とん平
- 杉崎昭彦
- 三川雄三
- 洞口依子
- 水森こう太
- 田村元治
- 小形雄二

### スタッフ
- 脚本：武上純希
- 演出：小椋久雄

## ビデオショップ・オブ・ホラーズ

### キャスト
- 永瀬正敏
- 橘ゆかり
- 三井善忠
- 志賀実
- 下坂泰雄
- リンダ・バット
- ジェイコブ・フィーラー
- 橋爪功

### スタッフ
- 脚本：武上純希
- 演出：小椋久雄

## 私だけのあなた

### キャスト
- 森本レオ
- 野村真美
- 田山涼成
- 工藤明子
- 須永慶
- 速川明子
- ジェニファー・ペルツァー
- 西田健

### スタッフ
- 脚本：野島伸司
- 演出：本間欧彦

## 大騒動の小さな家

### キャスト
- 小倉久寛
- 清水由貴子
- 橋本享宜
- 三浦めぐみ
- 坂俊一
- 神田正夫
- 大宮美由起
- 成瀬まり

### スタッフ
- 脚本：武上純希
- 演出：石坂理江子